# Christoffer Zetterberg
Christoffer Zetterberg, född 24 oktober 1775 i Riala socken, död 29 augusti 1852 i Eskilstuna, var en svensk företagare.
Christoffer Zetterberg var son till bonden Jan Ersson och Lena Andersdotter. Han kom som 15-åring till Eskilstuna och sattes i smideslära, varpå han med ekonomiskt stöd av kommerserådet Carl Johan Schönherr erhöll tillfälle att under ett par år studera yrket i Solingen och Remscheid. Han startade sedan egen rörelse i Eskilstuna, först i ett av sliphusen vid Tunafors järnbruk, sedan i egen smedja i "Sibirien" på Fristadens område. Redan tidigt idkade han vid sidan av smidet dels handel med järnvaror, dels förlagsverksamhet enligt i det dåtida fristadsreglementet noga angivna regler. Denna rörelse, genom vilken grunden lades till Eskilstuna Jernmanufaktur, blev, sedan Zetterberg genom giftermål med Jeanette Sundin 1813 blivit ägare av en hökeriaffär, av allt större omfattning. Den kom också att spela en betydande roll för samtidens småindustri, som annars var hänvisad till byteshandel med livsmedelsaffärer eller låg i händerna på gårdfarihandlare av ofta tvivelaktigt slag. Själv tillverkade Zetterberg bland annat byggnadssmiden, verktyg, lås. kätting, knivar samt sablar och floretter, de senare för statens räkning. Han sysselsatte i början av 1850-talet 50–60 arbetare, men vid denna tid hade grosshandelsrörelsen, som då handhades av hans kassör Johan Svengren blivit den ekonomiskt dominerande delen av företaget. Zetterberg var 1818 riksdagsman i borgarståndet och 1843 statsrevisor. Han bar den officiella titeln economie directeur och tilldelades för sina förtjänster Illis quorum 1829.